# Uladzimir Levaneŭski
Uladzimir Levaneŭski (in bielorusso Уладзімір Леване́ўскі?; in russo Владимир Левоне́вский?, Vladimir Levonevskij; in polacco Włodzimierz Lewoniewski; in inglese: Uladzimir Levaneuski; Hrodna, 28 gennaio 1986) è un attivista bielorusso, ex presidente del Comitato di sciopero (2004-2006), figlio dell'ex prigioniero politico Valery Levaneŭski.

## Biografia
Uladzimir è nato il 28 gennaio del 1986 nella città di Hrodna in una numerosa famiglia. Nel 2010 si è laureato presso la Facoltà di Matematica e Informatica dell'Università statale Janka Kupala di Hrodna. Due anni più tardi si è laureato presso la Facoltà di Giurisprudenza e Amministrazione presso l'Università Adam Mickiewicz di Poznań, conseguendo il Master in amministrazione aziendale. Dal 2012 è dottorando presso il Dipartimento di Sistemi Informativi dell'Università di Economia di Poznań.

## Attività sociali

### Bielorussia
Ha preso parte attiva nell'organizzazione delle proteste in difesa dei diritti dei cittadini, organizzando manifestazioni e gli scioperi degli imprenditori. Vice Presidente del Comitato di Sciopero degli imprenditori della Repubblica di Bielorussia, e vice direttore del bollettino nazionale "Imprenditore".
L'11 novembre 2001 – Uladzimir e suo fratello Dmitry sono stati trattenuti e arrestati al mercato centrale "Dinamo" a Minsk dal servizio di sicurezza, per la distribuzione dei bollettini "L'imprenditore" e "Lo stadio" che contenevano informazioni sulle leggi promulgate, più tardi la versione ufficiale del motivo della detenzione fu cambiata “i giovani sono stati arrestati per identificarli”.
Il 19 giugno 2002 – Uladzimir è stato arrestato dalla polizia al mercato "Centrale" di Hrodna - distribuiva agli imprenditori la lettera scritta da suo padre dalla cella numero 4 del centro di raccolta nel commissariato zonale di Grodno.
Il 30 aprile 2004 – è stato arrestato dal Comitato per la sicurezza dello stato congiuntamente alla polizia di Hrodna al mercato "Corona" per la distribuzione di volantini. Sono stati infatti stese due distinte procedure di sequestro.
Pochi giorni dopo, il 3 maggio del 2004, durante l'ennesima azione di protesta degli imprenditori, Uladzimir è stato condannato a 13 giorni di carcere per l'organizzazione di manifestazioni (per il 1º maggio del 2004 e per il 3 maggio del 2004). È stato anche multato di 95.000 rubli.
Il 21 luglio 2004 – è stato perseguito ai sensi del Codice penale della Bielorussia art.342 - "l'organizzazione della manifestazione non autorizzata" (il termine dell'arresto dura fino a 3 anni), ma dopo una settimana insieme a padre sono state liberati.
Il 13 novembre 2005 – Uladzimir Levaneŭski è stato di nuovo arrestato nel mercato centrale della città di Hrodna. La polizia gli ha sequestrato tutti i materiali stampati (bollettino "L'imprenditore", il quotidiano "Mercato"), con riferimento all'art. 244 del Codice Penale.
Il 22 dicembre 2005 – la polizia arresto Uladzimir Levaneŭski preso il mercato centrale di Hrodna per la distribuzione del bollettino "Imprenditore". Più tardi, nel febbraio del 2006, le autorità lo hanno condannato al pagamento di una multa. Later, in February 2006, the authorities required him to pay a fine.
Il 2 marzo 2007 – al mercato "Corona" a Hrodna Uladzimir è stato nuovamente arrestato dalla polizia per la distribuzione di materiale informativo sulla manifestazione degli imprenditori prevista per il 12 marzo.
Dal 2004 al 2006 Uladzimir funge da presidente del Comitato di sciopero. Durante questo periodo il Comitato ha esteso le sue attività comprendendo la tutela dei diritti dei detenuti. Richiedeva dall'amministrazione delle carceri, dalla direzione del Dipartimento di esecuzione delle pene del Ministero degli affari Interni, la rigorosa osservanza della legge e dei diritti dei detenuti, quali: la garanzia del diritto di auto-educazione, lo sport, l'uso di biblioteca e altri diritti previsti dalla legge. Il Comitato di sciopero ha inoltre contribuito all'organizzazione di gruppi educativi e attività culturali per i detenuti. Nel giugno del 2004, è stata dichiarata una manifestazione a sostegno del prigioniero politico Levanevsky.

### Polonia
Dal 2011 al 2012 Uladzimir Levaneŭski faceva parte del Consiglio della Facoltà di Giurisprudenza e Amministrazione di UAM, come rappresentante degli studenti, e attivamente collaborava con il Parlamento degli studenti.
Nel 2014-2016 Uladzimir è stato vicepresidente del consiglio di laurea degli studenti dell'Università di economia di Poznań,, nel 2018 - presidente del consiglio di dottorato PUEB, nel 2013 -2015 - membro del Consiglio della Facoltà di Informatica ed Economia Elettronica dell'Università di Economia di Poznań. Inoltre, nel 2013-2018 è stato membro dei comitati organizzatori di repubblicana e internazionale conferenze scientifiche.

## Scienza
È autore di oltre 10 pubblicazioni scientifiche e oltre 20 presentazioni a conferenze scientifiche polacche e internazionali. Aree di ricerca: Qualità dei dati in open knowledge bases (Wikipedia, DBpedia, Wikidata e altri), criptovalute (incluso Bitcoin). Uno dei lavori è stato tra i risultati più importanti di Wikipedia e altri progetti Wikimedia nel 2017-2018.

## Premi
- Miglior dottorando internazionale 2018 - Interstudent 2018[42][43][44]
- Premio alla carta migliore 2017 - La 23ª Conferenza internazionale sulle tecnologie dell'informazione e del software (ICIST 2017)[45][46]